# 원 데이 인 셉템버
원 데이 인 셉템버(One Day in September)는 영국에서 제작된 케빈 맥도널드 감독의 1999년 다큐멘터리 영화이다. 마이클 더글라스 등이 주연으로 출연하였다.

## 출연

### 주연
- 마이클 더글라스